# Derbyshire Dales
Derbyshire Dales este un district ne-metropolitan situat în Regatul Unit, în comitatul Derbyshire din regiunea East Midlands, Anglia.

## Orașe din cadrul districtului
- Ashbourne
- Bakewell
- Darley Dale
- Matlock